# Desa Mulyorejo (administrativ by i Indonesien, Jawa Timur, lat -8,33, long 113,86)
Desa Mulyorejo är en administrativ by i Indonesien.   Den ligger i provinsen Jawa Timur, i den sydvästra delen av landet, 800 km öster om huvudstaden Jakarta.